# Otto Muck (Theologe)

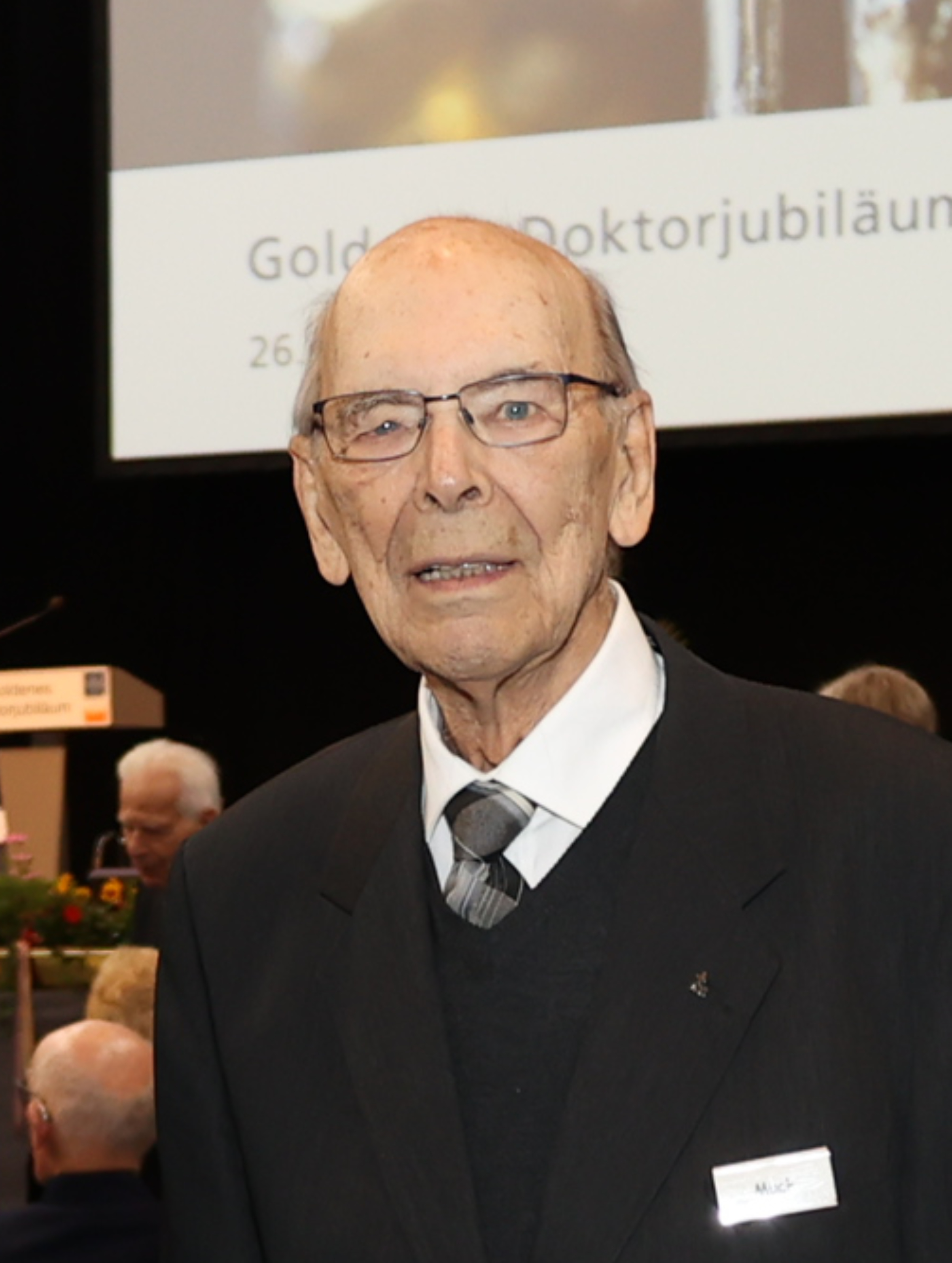
Otto Muck im Jahr 2023

Otto Muck SJ (* 26. Dezember 1928 in Wien; † 17. Mai 2024 in Innsbruck) war ein österreichischer römisch-katholischer Priester, Hochschullehrer für Theologe und Philosoph sowie Rektor der Leopold-Franzens-Universität Innsbruck.

## Leben
Otto Muck wurde im Alter von 15 Jahren als Luftwaffenhelfer eingezogen. Er geriet in Kriegsgefangenschaft. Nach seiner Entlassung und Rückkehr nach Wien konnte er 1946 maturieren. Von 1947 bis 1951 studierte er Philosophie, Mathematik und Physik an der Universität Wien und schloss das Studium dort 1951 mit der Promotion (Dr. phil.) in Philosophie und dem zweiten Fach Mathematik ab.
1951 trat Otto Muck der Gesellschaft Jesu bei und absolvierte das Noviziat in St. Andrä in Kärnten. Von 1953 bis 1955 studierte er Scholastische Philosophie am Berchmanskolleg in Pullach mit dem Abschluss Lic.phil., anschließend von 1955 bis 1959 Theologie an der Universität Innsbruck mit dem Abschluss Lic.theol. Im Jahr 1958 wurde er in der Jesuitenkirche in Innsbruck zum Priester geweiht. Es folgte als Abschluss der Ordensausbildung 1960 und 1961 das Tertiat in Port Townsend, USA. Von 1962 an war er als Universitätsdozent tätig und habilitierte sich für Christliche Philosophie. Im Jahr 1966 wurde Muck als ao.Univ.Prof. für Christliche Philosophie an der Theologischen Fakultät der Universität Innsbruck berufen. Im Sommer 1968 nahm er eine Gastprofessur an der Fordham University in New York City wahr. Es folgten Gastprofessuren am Milltown Institute of Theology and Philosophy (damals „Milltown Park“ genannt) in Dublin und an der Universidad Pontificia de México in Mexiko-Stadt.
Von 1966 bis 1969 und von 1970 bis 1979 leitete Pater Muck als Regens das Internationale Priesterseminar Canisianum, von 1969 bis 1973 als Rektor das Jesuitenkolleg Innsbruck. Er war als Seelsorger zeitlebens sehr geschätzt.
Von 1971 bis 1997 war Muck als ordentlicher Universitätsprofessor für Christliche Philosophie an der Universität Innsbruck tätig, bereits seit 1959 arbeitete er an den Fernkursen für Theologische Bildung mit. An der Universität Innsbruck nahm er Leitungsaufgaben wahr: Von 1969 bis 1970 war er Dekan der Theologischen Fakultät, von 1975 bis 1977 Rektor der Universität. Er war Mitglied der Theologenkommission der Österreichischen Bischofskonferenz.
Mucks Lehr- und Forschungsschwerpunkte waren wissenschaftstheoretische Grundlagen der Metaphysik, neuthomistische Transzendentalphilosophie und der weltanschauliche Dialog.
Otto Muck war Mitglied der ÖKV-Verbindungen A.K.V. Aggstein zu Wien, der A.K.V. Tirolia Innsbruck und der K.St.V. Rhenania Innsbruck. Bei der Rhenania und der Tirolia nahm er die Aufgabe des Verbindungsseelsorgers wahr.
Sein älterer Bruder Herbert Muck war Kunsthistoriker und Professor an der Akademie der bildenden Künste Wien.

## Auszeichnungen
Otto Muck wurden zahlreiche Ehrungen zuteil, unter anderem:
- Kardinal-Innitzer-Preis (1963)
- Großes Silbernes Ehrenzeichen für Verdienste um die Republik Österreich
- Ehrenzeichen des Landes Tirol
- Verdienstkreuz der Stadt Innsbruck

## Schriften (Auswahl)
- zusammen mit Emerich Coreth (Autor, Hrsg.), Johann Schasching (Autor): Aufgaben der Philosophie. 3 Versuche (= Philosophie und Grenzwissenschaften, Band 9, Teil 2), Innsbruck: Rauch 1958.
- Die transzendentale Methode in der scholastischen Philosophie der Gegenwart, Innsbruck: Rauch 1964.
- Christliche Philosophie (= Berckers theologische Grundrisse, Band 3), Kevelaer 1964.
- William D. Seidensticker (Übersetzung): The transcendental Method, New York: Herder and Herder 1968, (englische Übersetzung von: Die transzendentale Methode in der scholastischen Philosophie der Gegenwart).
- Philosophische Gotteslehre. 1. Aufl., Düsseldorf 1983, 2. Aufl. 1990 (= Leitfaden Theologie, Band 7), ISBN 3-491-77901-4.
- Otto Muck (Hrsg.): Sinngestalten. Metaphysik in der Vielfalt menschlichen Fragens. Festschrift für Emerich Coreth. Innsbruck/Wien 1989 (Bibliogr. E. Coreth S. 389–408). Tyrolia 1989, ISBN 3-7022-1697-9.
- Winfried Löffler (Hrsg.): Rationalität und Weltanschauung. Philosophische Untersuchungen, Innsbruck/Wien 1999 (enthält bereits anderweitig publizierte Beiträge und Artikel von Otto Muck, sowie auf S. 481–488 eine Bibliographie), ISBN 3-7022-2257-X.